# Antoni Llebaría Pons
Antoni Llebaria Pons más conocido como Toni Llebaria (Barcelona, España, 4 de agosto de 1948) es un entrenador de fútbol español que ha entrenado durante 16 temporadas al Club de Futbol Gavà y actualmente entrena al Club de Futbol Badalona de la Segunda División B.

## Trayectoria como jugador
Como jugador formaría parte del FC Barcelona, Ciutadella, Unió Esportiva Sant Andreu, Igualada, Esplugenc y Santfeliuenc.

## Trayectoria como entrenador
| Equipo                  | País   | Año       |
| ----------------------- | ------ | --------- |
| La Plana                | España |           |
| Santfeliuenc            | España |           |
| Levante Las Planas      | España |           |
| Club de Futbol Gavà     | España | 1993-2009 |
| Club de Futbol Badalona | España | 2010–2011 |